# روز شتال
روز شتال (بالإنجليزية: Rose Stahl)‏ هي ممثلة أمريكية، ولدت في 1870 في مونتريال في كندا، وتوفيت في 1955.

## وصلات خارجية
- روز شتال على موقع قاعدة بيانات برودواي على الإنترنت (الإنجليزية)